# Tektonik
Tektonik (Graueria vittata) – gatunek małego ptaka z rodziny trzciniaków (Acrocephalidae), zamieszkujący Afrykę.

## Systematyka

### Taksonomia
Gatunek i rodzaj po raz pierwszy opisany przez niemieckiego ornitologa Ernsta Harterta w 1908 roku w czasopiśmie „Bulletin of the British Ornithologists’ Club”. Jako miejsce typowe autor wskazał pierwotny las 90 kilometrów na zachód od Jeziora Alberta Edwarda (obecne Jezioro Edwarda) w Kongu Belgijskim (obecnie Demokratyczna Republika Konga), na wysokości 1600 m n.p.m. Holotyp (NHMT, nr 1987) pochodził z kolekcji austriackiego ornitologa Rudolfa Grauera.
Takson monotypowy o niepewnej do niedawna pozycji systematycznej, bywał umieszczany w rodzinie pokrzewkowatych (Sylviidae), krótkosterków (Macrosphenidae) lub traktowany jako incertae sedis. W oparciu o pracę Oliveros et al. 2019, Międzynarodowy Komitet Ornitologiczny (IOC) oraz autorzy Kompletnej listy ptaków świata umieszczają tektonika w rodzinie trzciniaków (Acrocephalidae).

### Etymologia nazwy naukowej
Nazwa rodzajowa honoruje Rudolfa Grauera (1871–1927), austriackiego ornitologa, kolekcjonera w tropikalnej Afryce w latach 1904–1911.
Epitet gatunkowy: łac. vittatus – ‘pręgowany’, ‘wstęgowany’; vitta – ‘pręga’, ‘wstęga’.

## Morfologia
Wygląd zewnętrznyMocny dziób, matowe upierzenie o zielonkawo-oliwkowej barwie, głowa i dolne części ciała blade. Czubek głowy jest ciemno zielonooliwkowy; górne części ciała, skrzydeł i ogon o barwie zielonkawo-oliwkowej; bok głowy do górnej części piersi czarniawy i bladobiały. Pozostałe dolne części ciała zielonooliwkowe z szerokimi szarawobiałymi paskami na całej środkowej powierzchni brzucha. Tęczówka czerwono-brązowa, górna część dzioba czarniawa, dolna niebieskawo-szara. Nogi koloru niebieskoszarego. Płcie podobne w wyglądzie. Młode ptaki nieopisane.
RozmiaryDługość ciała – 14 cm, masa – od 14 do 18 g. Wymiary podane przez Ernsta Harterta: długość skrzydła 60–62,5 mm, długość ogona 58–60 mm, długość skoku 28,5–29,5 mm.

## Występowanie
Tektonik występuje we wschodniej Demokratycznej Republice Konga (wyżyny na zachód od Jeziora Edwarda, na południe do gór Itombwe), południowo-zachodniej Ugandzie (Nieprzenikniony Las Bwindi), we wschodniej Rwandzie (Park Narodowy Lasu Nyungwe) oraz w północno-zachodnim Burundi.
Gatunek osiadły, zamieszkujący gęstą roślinność (np. krzaczasty podszyt, pnącza winorośli i wysokie drzewa) w lasach galeriowych oraz pierwotnych, górskich lasach na wysokości od 1500 do 2500 m n.p.m.

## Ekologia
PożywienieTektonik poluje głównie na chrząszcze (w tym ryjkowcowate (Curculionidae)) oraz małe mrówki i gąsienice, a sporadycznie nawet małe pająki i ślimaki. Pożywnie zdobywa zazwyczaj w parach; czasami dołącza do innych gatunków ptaków. Pokarm zbiera z małych gałęzi i liści.
GłosDelikatnie wzrastające mruczenie „hrrrrrrrrrr”, trwający średnio 1,5 sekundy, powtarzane co 3–4 sekundy; również miękkie, niewyraźne alarmujące „fiiiu”.
LęgiPtaki w kondycji rozrodczej w Ugandzie spotykane w marcu. W Demokratycznej Republice Konga trele godowe zarejestrowane szczególnie podczas okresu od marca do maja. Brak informacji na temat ilości zniesionych jaj, okresu inkubacji i wychowu młodych.

## Status i ochrona
W Czerwonej księdze gatunków zagrożonych Międzynarodowej Unii Ochrony Przyrody nieprzerwanie od 1988 roku jest zaliczany do kategorii LC (ang. Least Concern, najmniejszej troski). Globalna populacja wydaje się stabilna z powodu braku dowodów na spadek jej liczebności lub istotne zagrożenia. Ptak słabo poznany, ale dość powszechny w części swoich małych i ograniczonych siedlisk.